# Parafia Ducha Świętego w Przeworsku
Parafia Ducha Świętego w Przeworsku – parafia rzymskokatolicka pod wezwaniem Ducha Świętego w Przeworsku, należąca do dekanatu Przeworsk I w archidiecezji przemyskiej. Jest najstarszą w mieście; powstała w 1393 roku przy istniejącym na tzw. Małym Rynku kościółku św. Katarzyny. Jej obecnym proboszczem od 2012 roku jest ks. prał. Tadeusz Gramatyka.

## Historia
Parafia została erygowana 28 kwietnia 1393 roku przy istniejącym na tzw. Małym Rynku kościółku św. Katarzyny. W tych czasach bp Maciej Janina do Leżajska i Przeworska wprowadził kanoników regularnych św. Grobu. W następnym roku Jan Tarnowski przekazał kościół św. Katarzyny bożogrobcom. Pomysł powierzenia im parafii w Przeworsku wyszedł niewątpliwie od biskupa lubuskiego, gdyż biskupi lubuscy rościli sobie prawa do tych terenów. Tarnowski przekazał zakonnikom także tereny tzw. Kniaziego Grodziszcza (zapewne siedziby ruskiej wołosti) pod budowę klasztoru św. Ducha. Ponieważ kościółek św. Katarzyny okazał się zbyt mały na potrzeby duszpasterskie, w roku 1430 ówczesny właściciel miasta Rafał Tarnowski (zm. 1441) oraz jego syn Rafał Jakub Jarosławski, kasztelan sandomierski i marszałek Królestwa Polskiego podjęli budowę nowego kościoła na terenie Kniaziego Grodziszcza. Świątynia została wzniesiona w latach 1430–1473 i konsekrowana w 1473 roku.
W 2023 roku, z okazji 550-lecia konsekracji kościoła, Poczta Polska wydała okolicznościowy znaczek i kopertę FDC.

## Proboszczowie
Źródło:

1394– ? ks. Bartłomiej Mazowiecki
 ?–1409 ks. Janusz
1409–1428 ks. Wacław ze Zdziechowa
1428–1430 ks. Dominik
1431–1448 ks. Jan
1449–1473 ks. Mikołaj
1473–1516 ks. Grzegorz
1516–1518 ks. Maciej
1518–1520 ks. Marcin z Miechocina
1520–1535 ks. Feliks Miechowski
1535–1544 ks. Jan z Lwówka
1544–1546 ks. Mikołaj
1546–1560 ks. Franciszek z Przeworska
1560–1568 ks. Walenty Czechowski
1568–1579 ks. Zygmunt Winiarski
1579–1584 ks. Tyberiusz Jaskłowski
1584–1588 ks. Stefan z Brześcia
1588–1592 ks. Jakub Jaksan
1593–1603 ks. Jakub Dąbrowski
1603–1618 ks. Maciej Miechowski
1618– ? ks. Maciej Śliwski
1658–1663 ks. Stanisław Radzki
1664–1674 ks. Wiktor Radzimiński
1677–1693 ks. Michał Sebastian Stawiński
1693–1720 ks. Franciszek Chodowicz
1721–1739 ks. Piotr Gogoliński
1739–1744 ks. Jakub Radliński
1744–1753 ks. Wacław Muratowicz
1753–1754 ks. Józef Kazimierz Drozdowski
1754–1757 ks. Teofil Zaczyński
1757–1780 ks. Sylwester Jandecki
1780–1796 ks. Józef Fabiański
1797–1813 ks. Walenty Rafałowicz
1814–1864 ks. Kacper Mizerski
1846–1851 ks. Stanisław Sękowski administrator
1851–1882 ks. Ludwik Boczkowski h. Gozdawa
1883–1996 ks. Władysław Prus Studziński
1898–1907 ks. hr. Stefan Komorowski
1907–1936 ks. Leon Gondelowski
1936–1963 ks. prał. Roman Penc
1964–1989 ks. prał. Adam Ablewicz
1989–2012 ks. prał. Stanisław Szałankiewicz
2012– ks. prał. Tadeusz Gramatyka

## Zasięg parafii
- Chałupki
- Gwizdaj
- Studzian
- Przeworsk – ul.: Ks. Adama Ablewicza, Andersa, Armii Krajowej, Batorego, Browarna, Chruściela, Dobra, Dynowska (do Dworcowej), Gorliczyńska (prawa strona do ul. Armii Krajowej, lewa strona do wiaduktu kolejowego), Grochowa, Jagiellońska, Jesionowa, św. Jana, Kasztanowa, Kazimierzowska, Kąty, Kołłątaja, Konopnickiej, Korczaka, Kościelna, Krakowska, Ignacego Krasickiego (lewa strona), Królowej Jadwigi, Lubomirskich, Łańcucka, Łąkowa, Łukasiewicza, 3 Maja, Miodowa, Nad Stawem, Niepodległości, Ogrodowa, Park, Piłsudskiego, Pod Chałupkami, Rzeczna, Sienkiewicza, Sikorskiego, M. C. Skłodowskiej, Słowackiego (prawa strona), Sobieskiego, Stolarska, Staszica, Studziańska, Szpitalna, Szkolna, Tysiąclecia, Warzywna, Węgierska, Wiśniowa, Witosa, Wodna, Wołodyjowskiego, Wspólna, Zagłoby, Za Parowozownią, Zamknięta, Żytnia[3].